# Hieronim Aleksander Jełowicki
Hieronim Aleksander Bożeniec Jełowicki herbu własnego – łowczy wołyński w latach 1667-1692.
Poseł sejmiku wołyńskiego na sejm 1677 roku, sejm 1681 roku.
Był elektorem Michała Korybuta Wiśniowieckiego z województwa wołyńskiego w 1669 roku.